# Josyf Zisels
Josyf Samuilovič Zisels (Zissels) (* 2. prosince 1946, Taškent) je ukrajinský veřejný činitel a disident židovského původu, člen Ukrajinské Helsinské skupiny a ukrajinského židovského hnutí, výkonný spolupředseda Vaad Ukrajiny, výkonný místopředseda Kongresu národních komunit Ukrajiny, Viceprezident Světového židovského kongresu, žijící v Kyjevě. Je nejvlivnějším členem stotisícové židovské komunity na Ukrajině. Roku 2014 se veřejně zastal Ukrajiny napadené Ruskem a podporuje boj za Ukrajinskou suverenitu.

## Život
Narodil se 2. prosince 1946 v Taškentu rodičům evakuovaným během druhé světové války z Besarábie, kteří se pak vrátili do svého rodiště Kišiněva. V roce 1953 zemřela jeho matka Chaja a otec se přestěhoval z Kišiněva do Černovic, kde se roku 1956 oženil s lékařkou Elizabeth Epelbaum. Otec sloužil v rumunské armádě, jezdil na koni a hrál na housle. Zemřel roku 1965, když bylo Josyfovi 19 let. Má mladšího bratra a sestru, kteří emigrovali do Izraele.
Josyf Zisels vyrůstal v liberální atmosféře počátku 60. let a od roku 1962 četl samizdat, se kterým ho seznámil rodinný přítel Mychajlo Goldberg. V letech 1964–1965 studoval v Kišiněvě a poté do roku 1969 v Černovicích. Roku 1965 si ho poprvé všimla KGB, když jako student na semináři o psychoanalýze tehdy oficiálně zakázaného S. Freuda pronesl vlastní příspěvek.
Jeho odpor proti sovětskému režimu posílila okupace Československa roku 1968. V roce 1969 ukončil studium teoretické fyziky na fyzikální fakultě Černovické univerzity. V letech 1969–1970 sloužil v námořnictvu SSSR v Kronštadtu a poté pracoval jako technický inženýr v Černovickém rozhlasovém a televizním centru. Odmítl nabídku zaměstnání v laboratoři Univerzity pro svůj odpor k programu vývoje zbraní. Od počátku 70. let spolupracoval s židovským a obecně demokratickým podzemním hnutím v SSSR a na Ukrajině (Igor Pomerancev) a pomáhal židovským rodinám při emigraci do Izraele. Byl třikrát zadržen pohraničníky v pohraničním městě Čop. Na jaře 1972 byl vyloučen z Komsomolu za vystoupení na obranu práva na emigraci. Ovlivnila ho německojazyčná inteligence spojená s Černovicemi (Paul Celan). V letech 1973–1976 aktivně šířil samizdat. Byl zatčen a vyslýchán, když černovická policie našla v bytě jeho přítele Ziselsovu fotokopii knihy Souostroví Gulag.
Roku 1977 dostal oficiální varování o možném důsledku "antisovětských aktivit" a odmítl nabídku KGB k emigraci. Místo toho kontaktoval disidenty v Moskvě, Lvově a Kyjevě (N. Svitlyčna, M. Horbal, Z. Krasivkij, O. Zalyvacha, P. Vins, M. Matusevyč) a spolupracoval se samizdatovým periodikem Chronicle of Current Events. Byl členem pracovní komise, která dokumentovala zneužití psychiatrie k politickým účelům, zejména ve speciálním psychiatrickém zařízení v Dněpropetrovsku. V roce 1978 se stal nezveřejněným členem Ukrajinské Helsinské skupiny a spolu se svou ženou pomáhal politickým vězňům. V listopadu a prosinci 1978 byly v jeho bytě provedeny domovní prohlídky a policie zajistila samizdat i kartotéku 80 vězňů v psychiatrických léčebnách. V prosinci 1978 byl umístěn v cele předběžného zadržení. Při přípravě na svůj soud zjistil, že prokurátor si ověřoval jména z jeho seznamu vězňů v psychiatrických léčebnách a u 37 doplnil další informace. Ziselovi se podařilo předat tyto údaje prostřednictvím své ženy, když ho přišla navštívit. V dubnu 1979 byl v Černovicích odsouzen na tři roky do tábora se zvýšenou ostrahou za „pomlouvačné výmysly hanobící sovětský stát a společenský systém“ a odeslán do tábora ve městě Sokyrjany.
Dne 19. října 1984 byl zatčen v Černovicích a opět odsouzen ke třem letům v kolonii se zvýšenou ostrahou (mj. za držení hebrejské učebnice a izraelský časopis "22"). Byl vězněn ve Lvově a Nižném Tagilu v Rusku. V roce 1987 odmítl navrhovanou amnestii, protože nechtěl podepsat závazek, že se vzdá politické činnosti. Komunistický režim ho označoval za sionistu a zároveň za ukrajinského buržoazního nacionalistu. Ruské zdroje ho pravidelně uvádějí jako extremistu a dokonce "zastánce Bandery" a nacistu. Sám Zissels uvádí, že během věznění a hovorů s disidenty si plně uvědomil svou ukrajinskou identitu a stal se vlastencem.
Po svém propuštění z vězení založil roku 1987 v utajení v Černovici první židovskou organizaci na Ukrajině. Stal se členem následnické Ukrajinské Helsinské Asociace a byl činný v Lidovém hnutí Ukrajiny (Народний Рух України). V roce 1989 se podílel na vzniku VAAD (Konfederace židovských organizací a obcí) SSSR a stal se jejím spolupředsedou. VAAD se důsledně zastává pravdy a obhajuje práva slabších. Má podporu mezi obyčejnými lidmi, ale stal se terčem útoků ze strany opoziční Rady  dalších židovských organizací, kterou ustanovili zastánci vybudování památníku Babí Jar. Památník by měli financovat ruští oligarchové spjatí s Putinem. Židovská tradice navíc zapovídá stavby v místě hromadného pohřebiště. V roce 2002 byl na zakládajícím kongresu Euroasijského židovského kongresu v Moskvě zvolen předsedou generální rady. Je spoluzakladatelem Muzea historie a kultury Židů v Bukovině (2008) a výkonným místopředsedou Kongresu národnostních komunit Ukrajiny (CNCU). Zisels jako ukrajinský vlastenec oponoval stavbě židovského ortodoxního kostela v Moskvě (ortodoxní židovská komunita podporovala prokremelského prezidenta Janukoviče a reprezentovala opoziční pro-prezidentský tábor proti Euromajdanu). Vysloužil si za to nevraživost ze strany publicisty Ilji Levitase a označení "persona non grata" od Rady všeukrajinské židovské organizace, kterou sponzoruje proruský Vadim Rabinovič.
Na Ziselse útočí ruští i zahraniční židovští novináři (Lev Golinkin), ruský rabín Isaac Kogan, předseda Ruského židovského kongresu Jurij Kanner britský bulvární deník Daily Mail nebo ruskojazyčný ukrajinský internetový časopis "Strana.ua" se zjevným záměrem zasévat nedůvěru mezi Židy a Ukrajince, protože Zisels obhajuje organizace, které bojovaly za nezávislost Ukrajiny, včetně OUN a UPA. Odmítá zkreslený výklad dějin v podání ruské historiografie nebo nedostatečnou orientaci některých amerických členů Kongresu a odvolává se na mladší generaci historiků jako je Volodymyr Vjatrovyč, který hodnotí válečné události i poválečný vývoj Ukrajiny mnohem objektivněji a v širších souvislostech. Tvrdě napadl projev izraelského prezidenta Rivlina v ukrajinském Parlamentu, který podle něj zopakoval ruské historické lži, které se nezakládají na faktech. Nabídl že se za slova Rivlina Ukrajincům omluví a později se omluvil i velvyslanci Izraele za slova o "stařecké demenci" prezidenta.
Roku 2015 v rozhovoru uvedl, ža v ukrajinské společnosti se hluboce zakořenila korupce a rozkrádání formou jakési "tiché dohody" mezi nemajetnými občany a administrativou a boj s korupcí představuje boj proti tomuto mentálnímu nastavení. V letech 2014–2015 byl členem výběrové komise odpovědné za nominaci kandidátů na funkci ředitele Národního protikorupčního úřadu Ukrajiny. Byl jmenován v rámci kvóty kabinetu ministrů Ukrajiny. 13. března 2017 uspořádal spolu s Volodymyrem Vjatrovyčem konferenci "Shoah in Ukraine" v Paříži.
Sám sebe považuje za ukrajinského Žida, ale Ukrajina je pro něj na prvním místě a nikdy neuvažoval o emigraci do Izraele. Po ruské anexi Krymu a invazi na Ukrajinu vyzval k co nejtvrdším sankcím, které by se dotkly každého obyvatele Ruska. Roku 2014 zakončil rozhovor: "musíte pochopit s kým máte co do činění, jednáte s bandity".

### Rodina
Manželka Josyfa Ziselse je fyzik se specializací na optiku a elektroinženýrství. Má s ní syna a tři dcery.

### Veřejné funkce
- 1991–2014 Prezident VAAD (Asociace ukrajinských židovských organizací a spolků) (po r. 2014 výkonný viceprezident VAAD)
- 1991–2014 Viceprezident Světového židovského kongresu[2]
- od r. 1991 zakladatel a čestný prezident Sionistické federace Ukrajiny
- od r. 1991 zástupce Ukrajiny ve Světové sionistické organizaci
- 1999–2018 Výkonný viceprezident Židovské konfederace Ukrajiny
- od r. 2002 Výkonný viceprezident Kongresu národních komunit Ukrajiny
- 2002–2014 Předseda generální rady Euroasijského židovského kongresu
- od r. 2017 člen Iniciativní skupiny První prosinec (sdružení intelektuálů a veřejných činitelů na ochranu nezávislosti Ukrajiny a podpory svobodné společnosti)[28]

### Ocenění
- 1991 Cena svobody (Price for Freedom, USA)[2]
- 26. listopadu 2005 Řád za zásluhy[29]
- 8. listopadu 2006 Řád za odvahu 1. třídy.[30]
- 2012 Jewish Destiny Award (AJC)
- 2015 Ocenění „Za slávu města Černovice“
- 2018 Řád „Za intelektuální odvahu“ (Lvov)
- 2019 Čestný profesor Izmailské humanitární univerzity
- 2020 Čestný profesor Národní univerzity Taurida

### Poznámka
1. ↑  VAAD v hebrejštině znamená radu rabínů